# Klein-Mangelsdorf
Klein-Mangelsdorf ist ein Ortsteil der Einheitsgemeinde Stadt Jerichow im Landkreis Jerichower Land in Sachsen-Anhalt.

## Geographie
Der Ort liegt zwei Kilometer nordöstlich von Mangelsdorf und fünf Kilometer nordöstlich von Jerichow. Er ist der nördlichste Ortsteil der Einheitsgemeinde Stadt Jerichow. Die Nachbarorte sind Melkow im Nordosten, Briest im Osten, Großwulkow im Südosten, Schäferei im Süden, Mangelsdorf im Südwesten sowie Fischbeck (Elbe) und Kabelitz im Nordwesten.

## Geschichte
Zum Stichtag 1. Dezember 1910 zählte der Gemeindebezirk Kleinmangelsdorf 83 und der gleichnamige Gutsbezirk 54 Einwohner. Der Ort gehörte zu diesem Zeitpunkt zum Kreis Jerichow II, Regierungsbezirk Magdeburg, Provinz Sachsen im Königreich Preußen.
Mit Wirkung zum 30. September 1928 wurde der Gutsbezirk Kleinmangelsdorf mit der gleichnamigen Gemeinde vereinigt.
Am 20. Juli 1950 wurden die bis dahin eigenständigen Gemeinden Groß-Mangelsdorf und Klein-Mangelsdorf zur neuen Gemeinde Mangelsdorf zusammengeschlossen. Mangelsdorf wurde am 6. August 2002 zusammen mit seinem Ortsteil in die Stadt Jerichow eingemeindet.

## Bauwerke
Die Liste der Kulturdenkmale in Jerichow enthält zu Klein-Mangelsdorf zwei Einträge zu den folgenden Baudenkmalen: Dorfkirche Klein-Mangelsdorf und Kriegerdenkmal Klein-Mangelsdorf.

## Persönlichkeiten
- Leopold Koch (1857–1933), Bildhauer